# 凯尔西地区贝尔福
凯尔西地区贝尔福（法語：Belfort-du-Quercy，法語發音：[bɛlfɔʁ də kɛʁsi]），或纯音译作贝尔福迪凯西，是法国洛特省的一个市镇，属于卡奥尔区。该市镇总面积36.19平方公里，2009年时的人口为530人。

## 人口
凯尔西地区贝尔福人口变化图示